# Mosolotshane
Mosolotshane är en ort (village) i distriktet Central i Botswana. 